# Kaiti (Nouvelle-Zélande)
Kaiti (maori de Nouvelle-Zélande : Kaitī) est la banlieue de la cité de Gisborne sur la côtes est de l’Île du Nord de la Nouvelle-Zélande.

## Situation
C’est une localité située immédiatement l’est du centre de la cité  sur la berge opposée de la rivière Waimata.
Kaiti Hill ou colline de Titirangi (en) domine la baie de la Pauvreté avec la pointe de Young Nick (en)  (Te Kurī-a-Pāoa) à travers la baie.
Titirangi domine ainsi la cité.
Le fleuve Turanganui est situé en dessous et séparé de la ville de Kaiti à partir du district de Gisborne Central Business District.

## Histoire
Kaiti Beach est un des lieux situé au niveau de l'est de l’Île du Nord, le plus chargés en histoire de la Nouvelle-Zélande
C’est le lieu supposé de l’accostage du waka nommé: Horouta (en), qui amena les ancêtres des  tangata whenua dans la région.
Plus tard, en 1769, le capitaine James Cook, fut le premier européen à mettre le pied sur le sol de la Nouvelle-Zélande et accosta lui aussi ici.
Le site de la descente à terre de Cook est protégé sous le nom de réserve nationale de la Nouvelle-Zélande (en).

## Toponymie
Le nom de kaiti vient du mot en langue Māori signifiant "to eat the edible parts of cabbage trees" (manger la partie comestible de l’arbre à choux).

## Population
Le secteur de Kaiti, comprenant les zones statistiques de Kaiti North, Kaiti South et Outer Kaiti, avait une population de 7803 habitants lors du recensement de 2018 en Nouvelle-Zélande, en augmentation de 912 personnes (soit 13,2 %) depuis le recensement de 2013 en Nouvelle-Zélande, et une augmentation de 279 personnes (soit 3,7 %) depuis le recensement de 2006 en Nouvelle-Zélande.
Il y a 2397 logements et on note la présence de  3762 hommes et 4050 femmes, donnant un sexe-ratio de 0,93 homme pour une femme, avec 2121 personnes (soit 27,2 %) âgées de moins de 15 ans, 1680 personnes  (soit 21,5 %) âgées de 15 à 29 ans, 3018 personnes (soit 38,7 %) âgées de 30 à 64 ans et 987 personnes  (soit 12,6 %) âgées de 65 ans ou plus.
L’ethnicité est pour 43,5 % européens/Pākehā, 67,7 % Māoris, 7,5 %  sont originaires du Pacifique, 2,7 % d’origine asiatique avec 0,8 % d’autres ethnicités (le total fait plus de 100 % dès lors que des personnes peuvent s’identifier de plusieurs ethnicités).
La proportion des personnes nées outre-mer est de 9,1 %, comparée aux 27,1 % au niveau national.
Bien que certaines personnes rechignent à donner leur religion, 46,9 % n’ont aucune religion, 35, 3 % sont chrétiens, 0,3 % sont hindouistes, 0,3 % sont musulmans, 0,3 % sont bouddhistes et 8,2 % ont une autre religion.
Parmi ceux de plus de 15 ans d’âge, 756 personnes (13,3 %) ont une licence ou un niveau supérieur et 1284 personnes (soit 22,6 %) n’ont aucune qualification formelle.
Le statut d’emploi de ceux de plus de 15 ans est pour 2481personnes (soit 43,7 %) un emploi à plein temps, 783 personnes (soit 13,8 %) sont à temps partiel et 447 personnes (soit 7,9 %) sont sans emploi
| Nom              | Population | logements | âge médian | revenus médian |
| ---------------- | ---------- | --------- | ---------- | -------------- |
| Kaiti North      | 2178       | 738       | 40,9 ans   | $29,300        |
| Kaiti South      | 3060       | 948       | 30,3 ans   | $22,400        |
| Outer Kaiti      | 2565       | 711       | 25,9 ans   | $19,700        |
| Nouvelle-Zélande |            |           | 37,4 ans   | $31,800        |

## Parcs

### Titirangi Hill
Titirangi Hill (en) est une réserve avec une zone de promenade pour les chiens, un parcours de fitness, une zone de pique-nique, un terrain de jeu et un point de vue.
La réserve de la plage de Kaiti Beach reserve, au niveau de la base sud-ouest de la colline, est une plage, un parc local et la zone de promenade des chiens.

### Autres parcs
Le parc Anzac comprend une zone de barbecue, rampe pour bateaux, le terrain d’une association de football et un Terrain de jeux.
La réserve de Waikirikiri est un terrain de sport, une zone de promenade des chiens et une zone de Pique-nique.
London Street Reserve est un parc local et la zone de promenade des chiens

## Marae
Le marae Te Poho-o-Rawiri est localisé dans Kaiti. C’est un terrain de rencontre tribal des Ngāti Porou du hapū des Ngāti Konohi (en) et des Ngāti Oneone (en) et comprend la maison de rencontre de Te Poho o Rawiri.
En octobre 2020, le Gouvernement consacra $1 686 254 à partir du Provincial Growth Fund (en) pour mettre à niveau le marae de Te Poho-o-Rawiri et 5 autres marae Rongowhakaata, créant 41 emplois.

## Éducation
- L’école Kaiti est une école primaire publique allant de l’année 1 à 6[8] avec l’effectif de  375 élèves[9],[10].
- L’école de Te Wharau School est une école primaire allant de 1 à 6[11] avec un effectif de 413 élèves[12],[13]
- L’école Ilminster Intermediate est une école publique intermédiaire allant de l’année 7 à 8[14] avec un effectif de 373 élèves[15]
- L’école de Waikirikiri est une école primaire publique allant de 1 à 8[16] avec un effectif de 173 élèves[17]

Toutes ces  écoles sont mixtes. L’effectif est celui de mars 2021